# Special Olympics Tadschikistan
Special Olympics Tadschikistan (englisch: Special Olympics Tajikistan) ist der tadschikische Verband von Special Olympics International, der weltweit größten Sportbewegung für Menschen mit geistiger Beeinträchtigung und Mehrfachbeeinträchtigung. Ziel ist die sportliche Förderung dieser Personengruppe und die Sensibilisierung der Gesellschaft für sie. Außerdem betreut der Verband die tadschikischen Athletinnen und Athleten bei den Special Olympics Wettbewerben.

## Geschichte
Special Olympics Tadschikistan wurde 1990 mit Sitz in Duschanbe gegründet.

## Aktivitäten
2019 waren 15.435 Athletinnen, Athleten und Unified Partner sowie 325 Trainer bei Special Olympics Tadschikistan registriert. Der Verband nahm 2022 an den Programmen Athlete Leadership, Young Athletes, Motor Activities Training Program (MATP) und Unified Schools teil, die von Special Olympics International ins Leben gerufen worden waren.

### Sportarten
Folgende Sportarten wurden 2022 vom Verband angeboten:
- Badminton (Special Olympics)
- Basketball (Special Olympics)
- Boccia (Special Olympics)
- Floorball
- Floor Hockey
- Fußball (Special Olympics)
- Judo
- Leichtathletik (Special Olympics)
- Radsport (Special Olympics)
- Skilanglauf (Special Olympics)
- Schwimmen (Special Olympics)
- Tennis (Special Olympics)
- Tischtennis (Special Olympics)
- Turnen (Special Olympics)
- Volleyball (Special Olympics)

### Teilnahme an Weltspielen vor 2020
(Quelle:)

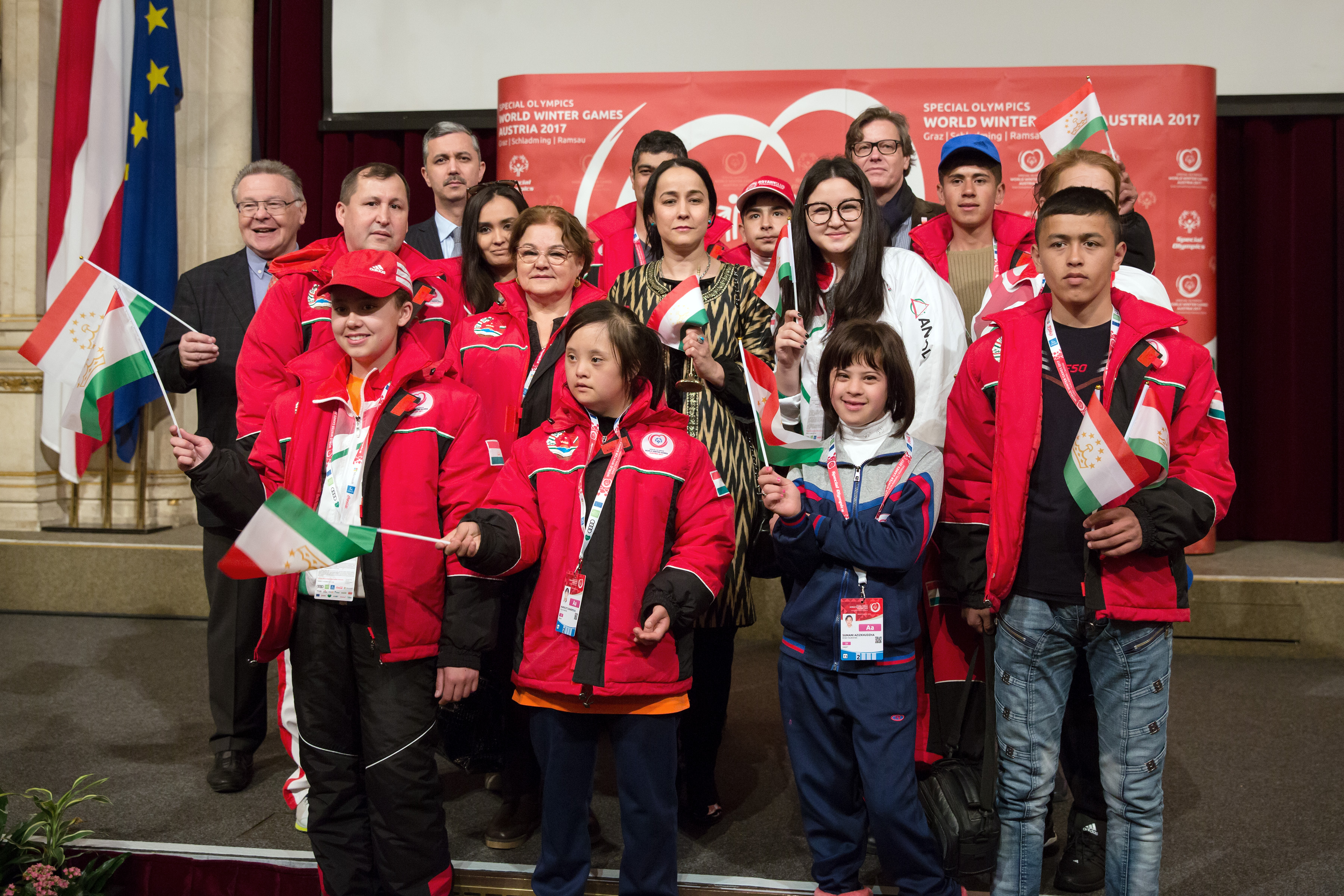
Team Tadschikistan bei dem Empfang der Special Olympics World Winter Games 2017 in Wien

- 2007 Special Olympics World Summer Games, Shanghai, China (16 Athletinnen und Athleten)
- 2009 Special Olympics World Winter Games, Boise, USA (2 Athletinnen und Athleten)
- 2011 Special Olympics World Summer Games, Athen (11 Athletinnen und Athleten)
- 2013 Special Olympics World Winter Games, PyeongChang, Südkorea (4 Athletinnen und Athleten)
- 2015 Special Olympics World Summer Games, Los Angeles, USA (4 Athletinnen und Athleten)
- 2017 Special Olympics World Winter Games, Graz-Schladming-Ramsau, Österreich (8 Athletinnen und Athleten)
- 2019 Special Olympics, World Summer Games, Abu Dhabi (5 Athletinnen und Athleten)

### Teilnahme an den Special Olympics World Summer Games 2023 in Berlin
Special Olympics Tadschikistan nahm an den Special Olympics World Summer Games 2023 teil. Die Delegation wurde vor den Spielen im Rahmen des Host Town Program vom Landkreis Stormarn betreut und bestand aus einer Athletin, einem Athleten und ihren Betreuern. Das Team gewann bei diesen Weltspielen eine Goldmedaille.

### Teilnahme an Weltspielen nach 2023
- 2025 Special Olympics World Winter Games, Turin, Italien (6 Athletinnen und Athleten)[5]